# Granby, Massachusetts
Granby är en kommun (town) i Hampshire County, Massachusetts, USA, med 6 240 invånare (2010). Den har enligt United States Census Bureau ett landareal på 72,08 km².
Zenas Ferry Moody, guvernör i Oregon 1882-1887, föddes i Granby 1832.